# Sebastiano Nasolini
Sebastiano Nasolini (Piacenza (Emília-Romanya), vers el 1768 - Venècia (Vèneto), vers el 1798 (incert), va ser un compositor d'òpera italià.

## Vida i obra
No es disposa de dades biogràfiques absolutament exactes sobre Sebastiano Nasolini. Va estudiar a Venècia, va debutar a Trieste com a compositor d'òpera i aquí també va ser mestre de capella. A partir de 1788 va escriure més d'una trentena d'òperes, algunes de les quals es van representar amb gran èxit, com Nitteti (Trieste 1788), Adriano in Siria (Milà, 1789), La morte di Cleopatra (Vicenza, 1791) i La Betulia liberata (Florència 1794). L'atribució d'una versió de Metastasios Catone a Utica realitzada a Venècia el 1789 es considera incerta. Les seves òperes, que van tenir èxit a tots els escenaris italians, van ser interpretades pels primers intèrprets de l'època, i la seva fama sembla haver estat igual de gran a Londres, on Merope e Polifonte (Venècia 1796) i Le feste d'Iside (Florència). 1794) van ser especialment destacades.
Sobretot, la data i el lloc de la mort del compositor es consideren incerts. Com a alternativa al 1798, Wilibald Gurlitt i Carl Dahlhaus també donen Nàpols com a lloc de mort el 1816. El rerefons d'aquesta falta de claredat pel que fa a l'any i el lloc de la mort és la mala atribució evident de les òperes que es van publicar recentment entre 1800 i 1819. Concretament, es refereix a sis obres atribuïdes pòstumament a Nasolini que els estudiants de Nasolini van escriure sota el nom del seu professor.

## Obres
- La Nitteti (drama per a música, llibret de Pietro Metastasio, 1788, Trieste)
- Il Cato in Utica (drama per a música, llibret de Pietro Metastasio, 1789, Venècia)
- Adriano a Síria (drama per a música, llibret de Pietro Metastasio, 1789, Milà)
- Andròmaca (drama per a música, llibret de Antonio Salvi, de Jean Racine, 1798, Venècia)
- Teseo a Stige (drama tràgic per a música, basat en el llibret Ippolito ed Aricia de Carlo Innocenzo Frugoni, 1790, Florència)
- Hèrcules a Thermodon o Hipòlita reina de les Amazones (drama, llibret de Simeone Antonio Sografi, 1791, Trieste)
- La mort de Cleòpatra (drama per a música, llibret de Simeone Antonio Sografi, 1791, Vicenza)
- La Calliroe (drama per a música, llibret de Mattia Verazi, 1792, Florència)
- La mort de Semiramide (tragèdia per a música, llibret de Simeone Antonio Sografi, 1792, Roma)
- Eugenia (drama, llibret de Giuseppe Maria Foppa, de Pierre-Augustin Caron de Beaumarchais, 1792, Venècia)
- Gl'inamorati (1r acte) (drama lúdic per a música, en col·laboració amb Vittorio Trento (2n acte), llibret de Giuseppe Maria Foppa, de Carlo Goldoni, 1793, Venècia)
- Tito e Berenice (drama per a música, llibret de Giuseppe Maria Foppa, 1793, Venècia) al Teatro La Fenice amb Girolamo Crescentini
- Amore la vince (drama lúdic, llibret de Giuseppe Maria Foppa, de Carlo Goldoni, 1793, Venècia)
- Le festa d'Iside (drama per a música, llibret de Gaetano Rossi, 1794, Florència)
- Epponina (drama per a música, llibret de Pietro Giovannini, 1794, Bèrgam)
- Els afortunats (farsa, basada en el llibret Il marchese villano de Pietro Chiari, 1795, Venècia)
- Merope (drama per a música, llibret de Mattia Botturini, 1796, Venècia)
- La mort de Mitridate (tragèdia per a música, llibret de Simeone Antonio Sografi, 1796, Trieste)
- Gl'Indiani (drama per a música, llibret de Mattia Botturini, 1796, Venècia)
- Zaira (drama per a música, llibret de Mattia Botturini, 1797, Venècia)
- El doctor de Lucca (drama lúdic per a música, llibret de Giovanni Bertati, 1797, Venècia)
- Timoleone (drama seriós per a música, llibret de Simeone Antonio Sografi, 1798, Reggio Emilia)
- Gli umoricontri (drama lúdic per a música, llibret de Giovanni Bertati, 1798, Venècia)
- Els personatges contraris o Olivo i Pasquale (rev. de Els estats d'ànim contraris)
- Melinda (conte de fades romàntic amb música, llibret de Giovanni Bertati, 1798, Venècia)
- Il trionfo di Clelia (drama, llibret de Simeone Antonio Sografi, 1798, Milà, Teatro alla Escales)
- Il Torto Imaginario (farsa lúdica en música, llibret de Giuseppe Maria Foppa, 1800, Venècia)

### Obres dubtoses
- Gli sposi infatuati (farsa lúdica per a la música, 1801)
- La mort de Semiramis (drama per a música, 1801)
- Tersandro in Eleusi (drama greu per a la música, 1807, Florència)
- L'Achille (drama greu per a la música, 1811, Florència)
- Els ritus d'Efes (1812)
- El retorn de Xerxes (drama per a música, 1816, Nàpols)
- La mort de Patrocle (drama seriós, 1819, Milà)